# Šalvěj zářivá
Šalvěj zářivá (Salvia splendens) je výrazně červeně kvetoucí okrasná rostlina, pocházející z Jižní Ameriky, která má keříčkovitý vzrůst s rozvětvenou lodyhou. V teplém klimatu roste jako vytrvalý, až 1 m vysoký polokeř. Nesnáší pokles teploty pod -1 °C a proto se pěstuje ve středoevropském podnebí jako letnička, obvykle v odrůdách dorůstajících do výšky 20 až 40 cm. Vědecké druhové jméno splendens značí jasný, výrazný.
Je součásti velkého, kosmopolitně rozšířeného rodu s téměř tisícovkou druhů (podle Mobot jich je asi 990). V Česku je nepůvodním druhem a považuje se za úmyslně zavlečený neofyt, který do volné přírody zplaňuje jen výjimečně a přežívá tam pouze krátkodobě.

## Rozšíření
Rostlina šalvěj zářivá je původním druhem v jihovýchodních oblastech Brazílie, odkud se již v minulosti rozšířila téměř po celé Jižní a Střední Americe, ve střední Africe i v Tichomoří. V současnosti se pro své krásné květy a nenáročnost pěstuje i v jižní Evropě jako trvalka, kdežto jako letnička se vysazuje v severněji položených oblastech, kde by trvalku poškodil mráz.

## Ekologie
Je rostlinou, která má ráda teplo, dostatek světla i vláhy a půdu zásobenou živinami. Snáší i polostín, ve kterém ale hůře kvete, stejně jako na suchém stanovišti. V podmínkách České republiky začíná kvést zpravidla, v závislosti na stanovišti, od června a kvete do září. Délku doby květů i hustotu květenství lze ovlivnit zaštipováním lodyhy u mladých rostlinek a odstraňováním odkvetlých květů. Ploidie druhu je 2n = 22 nebo 44.

## Popis
Původní rostlina je vytrvalý, u báze dřevnatějící polokeř s lysými, přímými či vystoupavými, slabě větvenými lodyhami dorůstajícími do výšky až 100 cm. V kultuře se kvůli zimním mrazům pěstuje jako nepravá letnička vzpřímeného, pravidelného, keříčkovitého vzrůstu s rozvětvenou lodyhou, nejčastěji v odrůdách vysokých 20 až 40 cm. Přímé nebo vystoupavé lodyhy jsou lysé, tupě čtyřhranné, porostlé vstřícně vyrůstajícími listy s řapíky až 3 cm dlouhými. Listové čepele jsou vejčité až trojúhelníkovité, 2,5 až 7 cm dlouhé a 2 až 4,5 cm široké, na bázi jsou zaoblené, na vrcholu zašpičatělé, po obvodě drobně vroubkované a na povrchu lysé.
Větve lodyhy jsou zakončené květy vyrůstající v hustých, vzpřímených lichopřeslenech, tvořených dvěma až čtyřmi stopkatými květy, které společně vytvářejí téměř 20 cm dlouhé květenství lichoklas. Listeny, obklopující květy hlavně v období před rozkvětem, jsou vejčité, špičaté, světle červené nebo nafialovělé a brzy opadávají. Pětičetné, oboupohlavné, dvoupyské květy mají vytrvalý, zvonkovitý kalich velký asi 1,5 cm v květu a 2 cm po odkvětu. Kalich má horní pysk celistvý, vejčitý až trojúhelníkovitý, dlouhý 6 mm a široký 10 mm, který je mírně delší než spodní pysk rozeklaný do dvou zubů. Živě červená či fialová koruna bývá 3 až 5 cm dlouhá, její trubka se rozevírá ve vypouklý horní pysk dlouhý 9 mm a široký 4 mm, který je násobně delší než třílaločný pysk spodní. Kalich i koruna mívají stejnou barvu. V květu jsou čtyři asi 5 mm dlouhé tyčinky, dvě z nich nemají prašníky s plodným pylem, jsou neplodné patyčinky. Dlouhá nitkovitá čnělka nese dvoulaločnou bliznu. Gyneceum je tvořeno dvěma plodolisty, původní dva oddíly semeníku jsou rozdělené vedví nepravou přepážkou a vznikají tak čtyři komůrky obsahující po jednom vajíčku. Pod semeníkem se nachází nektarium pro opylovače, kterými bývají včely, čmeláci i motýli. S odkvětem opadají korunní lístky, vytrvalé kališní však na rostlině zůstávají téměř do příchodu mrazů.
V opyleném květu uzrají čtyři tmavě hnědé tvrdky (semena) uložené ve vytrvalém kalichu. Jsou tmavě hnědé až černé, matné, válečkovité, asi 3,5 mm velké, mají úzké křidélko a podržují si klíčivost dva až tři roky.

## Rozmnožování
Rostlina se v přírodě množí semeny. Jsou lehká a do 1 gramu se jich vejde asi 400. Uměle se množí únorovým výsevem do skleníků při teplotě 22 °C, která se po vyklíčení snižuje na 16 °C. Mladé semenáčky se přepichují, větší rostliny se rozsazují a připravují na venkovní výsadbu. Pro bohatší rozvětvování se za druhým či třetím párem listů zaštipují. Na volné, nechráněné záhony se vysazují v druhé půli května.
Mnohé šlechtěnce se pro zachování získaných vlastností množí vegetativně řízky odebíranými z vybraných rostlin.

## Význam
Šalvěj zářivá je typická a spolehlivá záhonová květina pověstná neúnavným kvetením, která je stejně vhodná do truhlíků i větších nádob. Ve velkoplošné výsadbě může působit ostrost barvy až vtíravě, proto se kombinuje s rostlinami chladnějších barev, třeba s kopretinami nebo modrými lobelkami. Bylo vyšlechtěno mnoho kultivarů rozličné výšky i barvy květů, od fialové přes různé odstíny červené po růžovou, lososovou až bílou, existují rostliny i s dvoubarevnými, červenobílými květy. Zbarvení květů je způsobeno přítomnosti flavonoidů, především antokyanů. Mezi nejčastěji vysazované patří odrůdy:
- cult. 'Salsa White' - výška 30 cm, květy čistě bílé
- cult. 'Salsa Salmon' - výška 30 cm, květy tmavě lososové
- cult. 'Salsa Rosa' - výška 30 cm, květy růžové
- cult. 'Salsa Plum' - výška 30 cm, květy karmínově růžové
- cult. 'Salsa Light Purple' - výška 30 cm, květy světle purpurové
- cult. 'Salsa Scarlet Bicolor' - výška 30 cm, květy červenobílé
- cult. 'Svatojánský oheň' - výška 25 cm, květy šarlatově červené
- cult. 'Libochovický oheň' - výška 40 cm, květy červené
- cult. 'Cover Girl' - výška 18 cm, květy šarlatově červené.[7][10][11]

## Galerie

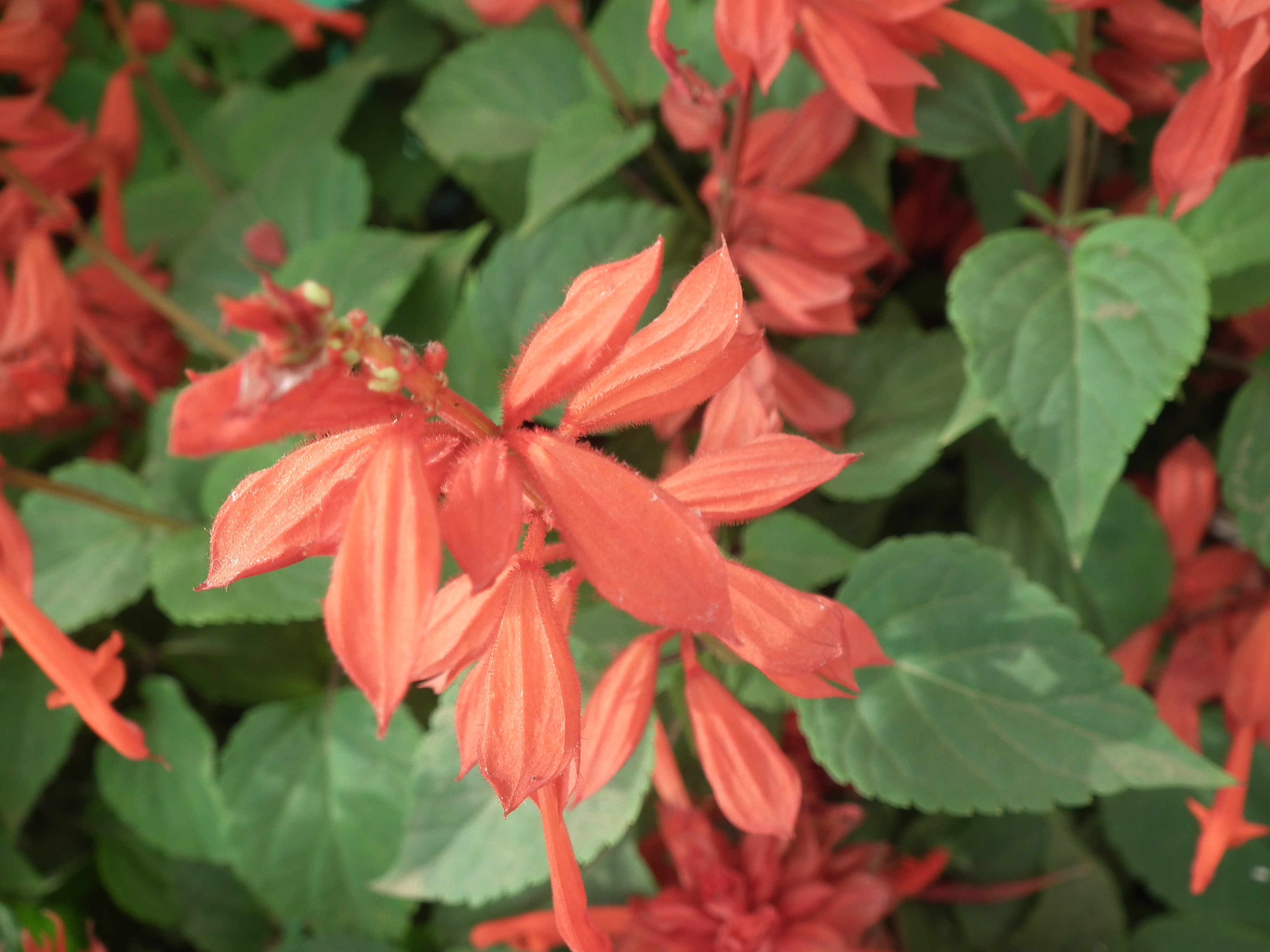
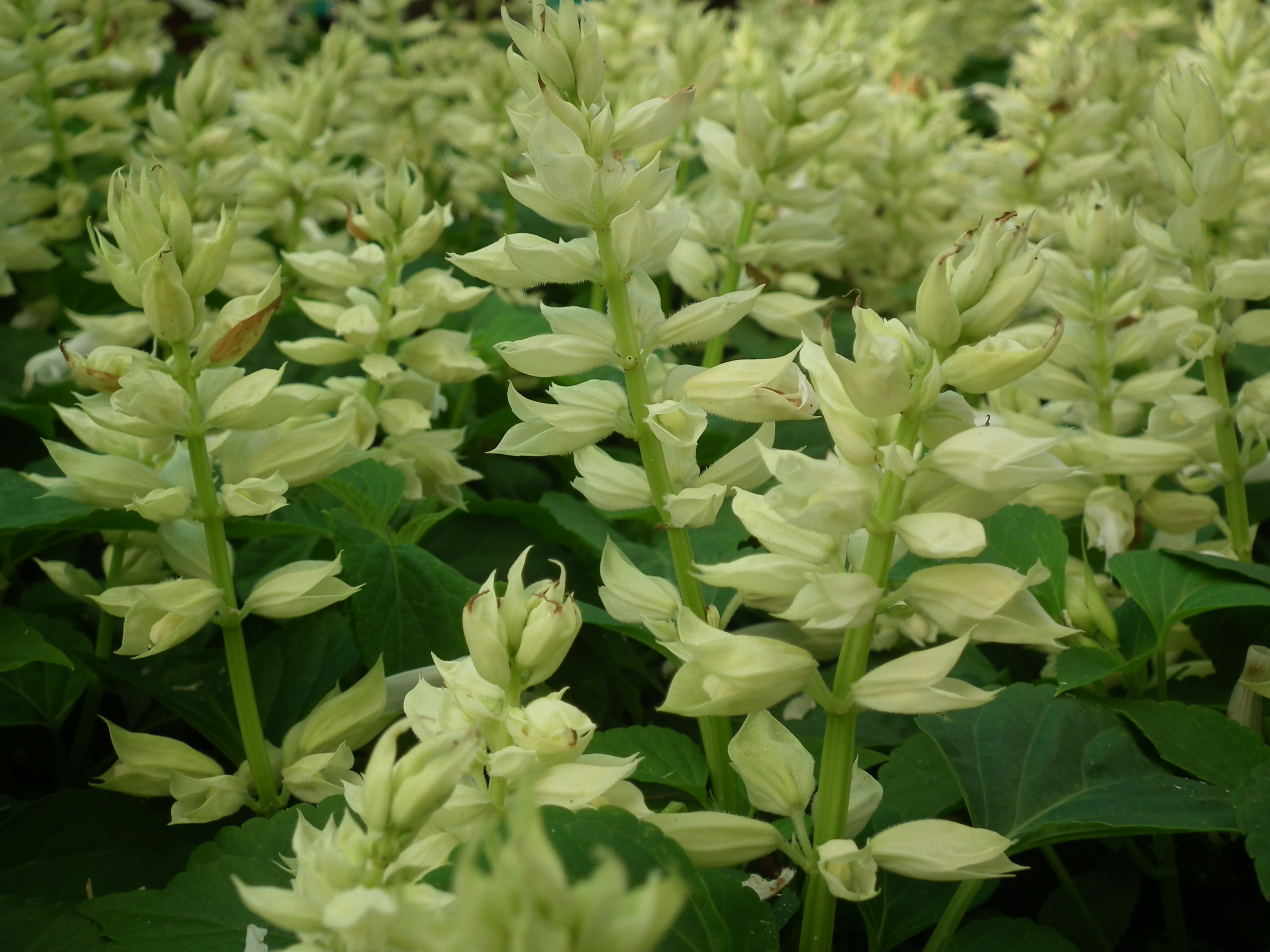
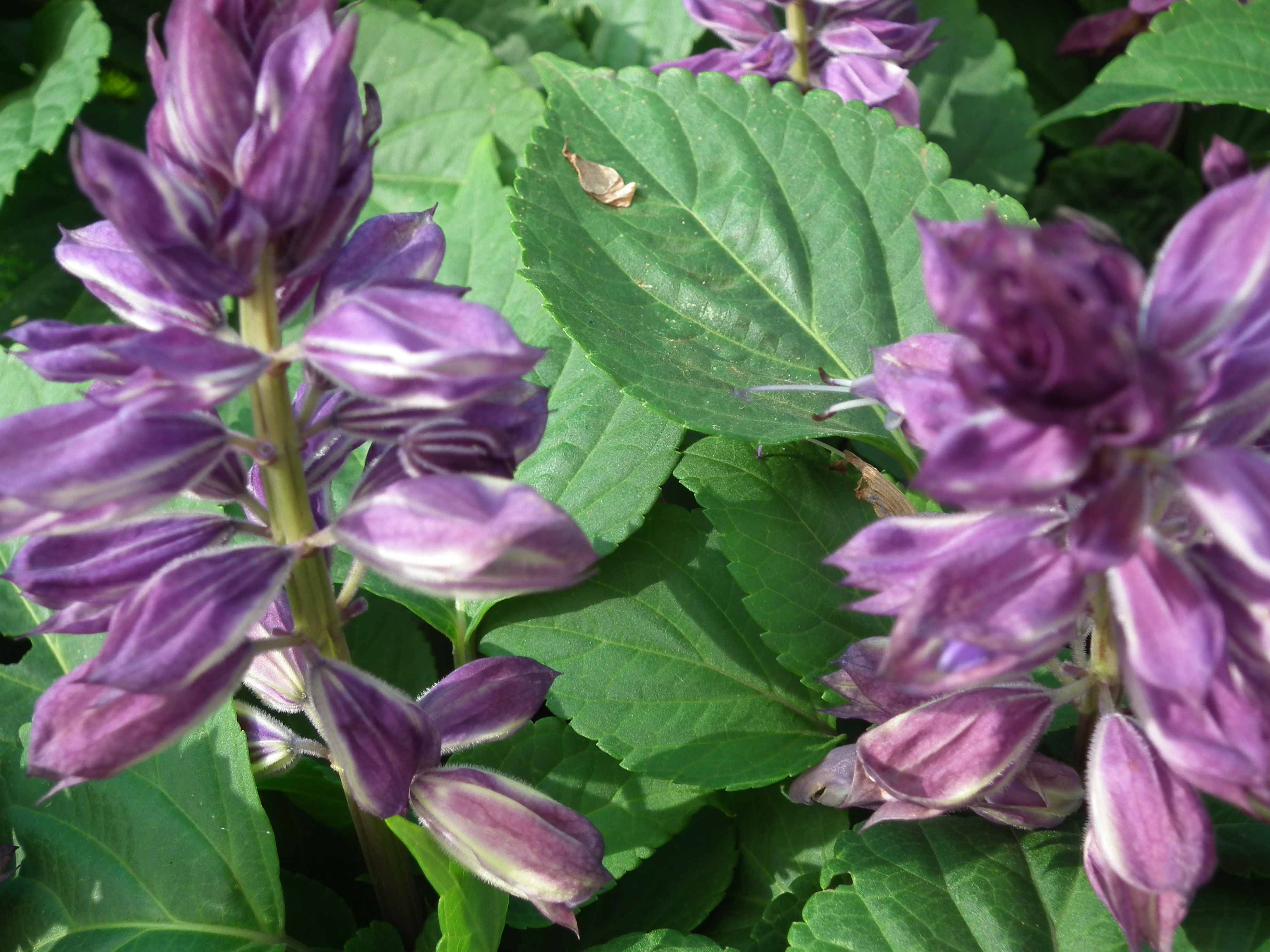
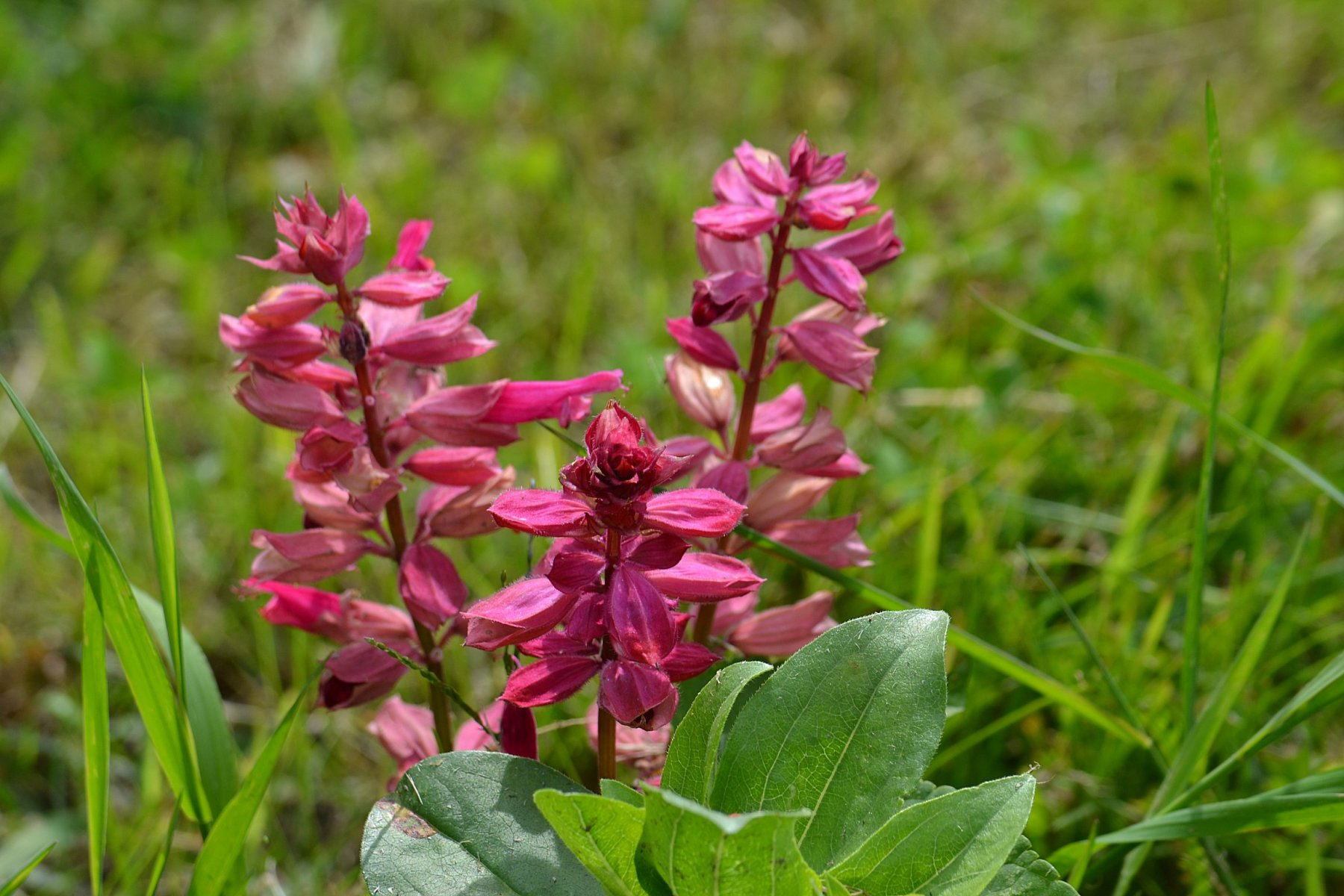

Některé vyšlechtěné barvy květů